# Alabama Woman Blues
Alabama Woman Blues [ˌæləˈbæmə ˈwʊmən bluːz] ist ein Blues-Titel des US-amerikanischen Blues-Musikers Leroy Carr.

## Originalaufnahme
Carr nahm den Titel am 9. September 1930 zusammen mit Scrapper Blackwell in Chicago, Illinois auf. Während Carr am Piano spielte und den Titel sang, wurde er von Blackwell an der Akustikgitarre begleitet. Der US-amerikanische Pianist spielte den Titel in der Tonart As-Dur. Blackwell stimmte seine Gitarre in der gleichen Tonart und spielte das Instrument während der Aufnahme in der Position von D-Dur auf dem Griffbrett. Ursprünglich wurde das Lied als B-Seite (C-6091-B) zur Single Four Day Rider (C-6090-A) veröffentlicht. Seitdem erschien der Titel auf verschiedenen Kompilationsalben.

## Coverversionen
John P. Hammond spielte den Alabama Woman Blues auf seinem Debütalbum 1963 ein. Tim Williams nahm 1969 auf seinem Album Blues Full Circle eine Coverversion auf. Eric Clapton interpretierte den Song während seiner Eric Clapton World Tour 2014 und nahm ihn für sein Album I Still Do im Jahr 2016 auf.